# San Gimignano (vino)
Il San Gimignano è una DOC riservata ad alcuni vini prodotti in provincia di Siena.

## Elenco delle tipologie
Fanno parte della categoria i seguenti prodotti:
- San Gimignano rosso
- San Gimignano rosso riserva
- San Gimignano novello
- San Gimignano Vin Santo
- San Gimignano Vin Santo Occhio di Pernice